# 小林美樹 (アナウンサー)
小林 美樹（こばやし みき、1958年3月25日 - ）は、山形県新庄市出身の歌手、フリーアナウンサー。

## 来歴・人物
- 1973年 - 9月2日放送の『スター誕生!』で合格、12月30日放送の第9回決戦大会でも合格する。芸映と契約し、芸能界入り。
- 1974年7月 - アイドル歌手として、NAVレコードから「人魚の夏」でデビュー。
- 1976年ころ - ヒット曲に恵まれずに引退、受験勉強に取り組む。明治大学文学部英文学科に進学[1]。
- 1981年 - 大学卒業後、テレビ新潟(TNN、現略称TeNY)の開局時にアナウンサーとして正式入社。同局アナウンサー時代には、オープニング・エンディングのナレーションを担当したり、日本テレビ(NTV)「ズームイン!!朝!」の初代新潟リポーターを担当する。
- 1984年 - 3月、テレビ新潟を退社、フリーになって東京へ。オフィス・トゥー・ワンに所属[1]。以後「ズームイン!!朝!」のNTVの関東地区のリポーターを時々担当していた。
- 1988年 - NHKの経済番組のキャスターのオーディションで合格し、同年4月に「NHK経済マガジン」のアシスタントとしてNHKにデビューする。その後、NHK職員と結婚した。[注釈 1]

## 歌手活動

### シングル
1. 人魚の夏 A面　（作詞阿久悠、作曲都倉俊一）　（1974年7月25日）
太陽と恋と夢 B面　（作詞阿久悠、作曲都倉俊一）
2. 悲しい妖精 A面　（作詞阿久悠、作曲都倉俊一）　（1974年10月）
思春期の感情 B面　（作詞阿久悠、作曲都倉俊一）
3. 乙女の館 A面　（作詞阿久悠、作曲都倉俊一）　（1975年3月）
一輪ざし B面　（作詞阿久悠、作曲都倉俊一）
4. 太陽の誘惑 A面 （作詞なかにし礼、作曲中島安敏）　（1975年7月）
恋にサヨナラ B面　（作詞櫛田露孤、作曲中山大三郎）

以上、全4枚8曲。

## アナウンサー活動

### テレビ新潟時代
- 「ズームイン!!朝!」初代新潟リポーター(1981年2月27日[注釈 2]～1984年3月)
- 「TNNニュース」
- 「土曜ワイド Yes My 新潟」(駒形正明と一緒に司会を担当)
- 「Yes My」シリーズ(詳細は不明)
- 「ビート・オン・ポップ」ナビゲーター
- 「美樹・駒形の新潟NOW」メイン・キャスター。月～水(?)担当

### フリーになってから
- 「ズームイン!!朝!」関東地区リポーター(日本テレビ)
- American Top 40（FM東京）[2]

など

### NHK経済番組キャスター時代
以下は、番組のビデオが全てNHKアーカイブスに所蔵されている。
- 「NHK経済マガジン」(総合テレビ、1988年4月10日～1993年3月29日)
- 「経済千夜一夜 がんばるお父さんの経済学」(総合テレビ、1988年7月27～29日)
- 「テレビ自由席 NHK新会長に聞く」(総合テレビ、1989年4月16日)
- 「NHKスペシャル 外国人労働者　激突討論・開国か鎖国か」(総合テレビ、1989年5月13日)
- 「ホリデートピックス なりたくない！ 会社人間 当世若者サラリーマン気質」(総合テレビ、1992年1月15日)
- 「日本経済　再生へのメッセージ」(全4回シリーズ)(BS1、1994年5月1、3～5日)